# 巴里萨尔沙达尔乌帕齐拉
巴里萨尔沙达尔乌帕齐拉是孟加拉国巴里萨尔专区巴里萨尔县的乌帕齐拉。

## 地理
巴里萨尔沙达尔位於北緯22.7000度，東經90.3667度。住戶計114,774戶；區域面積324.41平方公里。

## 人口統計
根據2011年孟加拉國人口普查，巴里萨尔沙达尔人口有527,017人，人口密度為每平方公里1,625人。男性佔總人口之52.72%；女性佔總人口之47.28%。